# Commissione degli affari giuridici del Consiglio degli Stati
La  Commissione degli affari giuridici del Consiglio degli Stati CAG-S (in tedesco Kommission für Rechtsfragen des Ständerates RK-S, in francese Commission des affaires juridiques du Conseil des Etats CAJ-S, in romancio Cumissiun per dumondas giuridicas dal Cussegl dals chantuns CDG-S) è una commissione tematica del Consiglio nazionale della Confederazione elvetica. È composta da 13 membri, di cui un presidente e un vicepresidente. È stata istituita il 25 novembre 1991.

## Funzione
La commissione si occupa dei seguenti temi:
- Diritto civile nazionale e internazionale e relativi diritti processuali (inclusi esecuzione e fallimento come anche diritto privato internazionale)
- Concorrenza sleale (aspetti giuridico-contrattuali, pubblicità ingannevole e comparativa, condizioni generali abusive)
- Diritto fondiario
- Diritto penale, diritto di procedura penale e diritto in materia di esecuzione delle pene, nazionale e internazionale (incluso riciclaggio di denaro)
- Autorità giudiziarie
- Espropriazione
- Amnistie (tranne le amnistie fiscali)
- Diritto generale sulla procedura amministrativa
- Avvocati e notai
- Casi di immunità[3]